# Samuel C. Lind
Samuel Colville Lind (15 juin 1879 - 12 février 1965) est un radiochimiste appelé « le père de la radiochimie moderne ».

## Biographie
Il obtient son BA en 1899 à l'Université Washington et Lee, Lexington, Virginie. Après un court séjour au MIT, il part pour étudier la chimie à l'Université de Leipzig en Allemagne, effectuant des recherches sur la cinétique des réactions chimiques, où il obtient un doctorat en 1905. Il retourne ensuite travailler à l'Université du Michigan jusqu'en 1913, étudiant les réactions chimiques induites par les rayonnements ionisants. De 1913 à 1925, il travaille au US Bureau of Mines, chargé de l'extraction du radium à partir du minerai de carnotite. Il étudie ensuite les effets chimiques des radiations, notamment sur les diamants, et est nommé chimiste en chef du bureau en 1923. Il poursuit les études sur les rayonnements au Laboratoire de recherche sur l'azote fixe du Département de l'agriculture (1925–26) et à l'Université du Minnesota (1926–1947) à la tête de son école de chimie. Il passe ses dernières années de travail en tant que directeur par intérim de la division de chimie du Laboratoire national d'Oak Ridge, étudiant la chimie des rayonnements des gaz.
Il est élu membre de l'American Physical Society en 1927 et de l'Académie nationale des sciences des États-Unis en 1930. Il est président de l'American Electrochemical Society en 1927 et de l'American Chemical Society en 1940. Il reçoit le prix Ira Remsen en 1947 et la médaille Priestley en 1952,.